# Untuk Negeri Kita
Untuk Negeri Kita (tiếng Việt: Vì tiểu bang của chúng ta) là bang ca của Penang, Malaysia. Nó được sáng tác và phổ nhạc bởi James W. Boyle, và được chấp nhận vào năm 1972.

## Lời
| Untuk Negeri Kita | Untuk Negeri Kita |
| Tiếng Mã Lai | Tiếng Việt |
| --- | --- |
| Selamat Tuhan kurniakan, Selamat Pulau Pinang, Negeriku yang mulia, Kutaat dan setia, Aman dan bahagia, Majulah jayalah, Negeriku yang ku cinta, Bersatu dan bersama, Untuk negeri kita. | Cầu xin Chúa ban cho sự an toàn, An toàn vì Penang, Tiểu bang cao quý của ta, Mà ta trung thành và chung thủy, Hòa bình và thịnh vượng, Mong Người tiến bộ và thịnh vượng, Tiểu bang mà ta yêu, Thống nhất và cùng nhau, Vì tiểu bang của chúng ta. |